# Punktspinnmal
Punktspinnmal (Yponomeuta plumbellus) är en fjärilsart som först beskrevs av Michael Denis och Ignaz Schiffermüller 1775.  Punktspinnmal ingår i släktet Yponomeuta, och familjen spinnmalar. Arten är reproducerande i Sverige.